# Chisosa diluta
Chisosa diluta är en spindelart som först beskrevs av Willis J. Gertsch och Stanley B. Mulaik 1940.  Chisosa diluta ingår i släktet Chisosa och familjen dallerspindlar. Inga underarter finns listade i Catalogue of Life.